# 斯特爾布斯凱普萊索
斯特爾布斯凱普萊索是位於斯洛伐克北部高斯塔拉山地區的一個旅遊度假區，以滑雪而著稱。斯特爾布斯凱普萊索成為度假區的歷史開始於1872年。2015年這裡舉辦了世界冬季大學生運動會。